# 첼시 레이스트

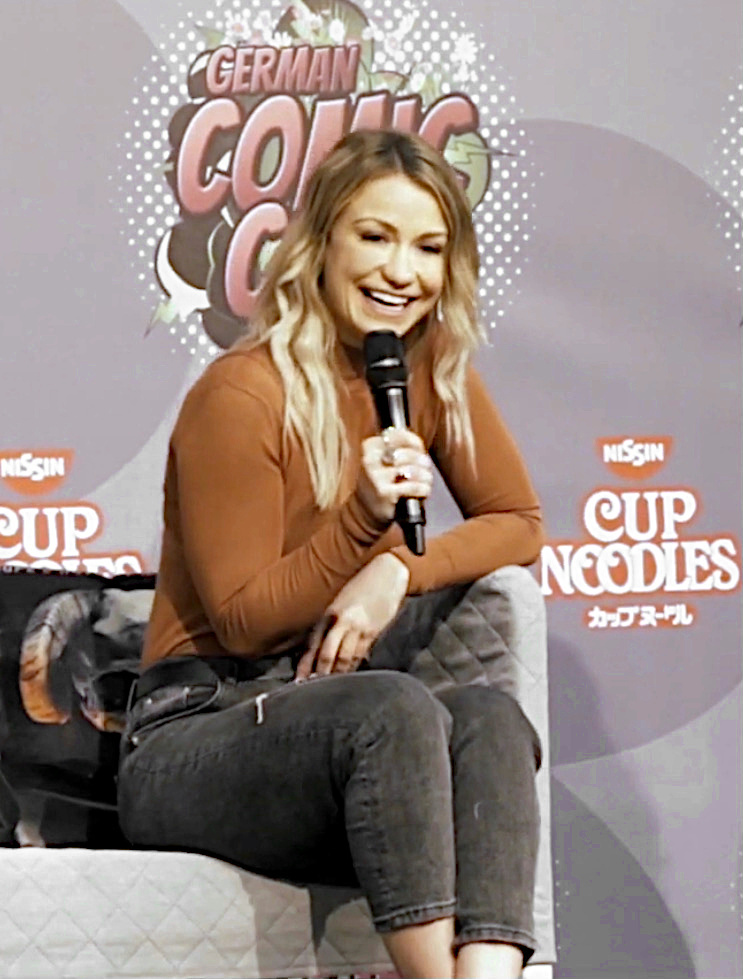

첼시 레이스트(Chelsey Reist, 1987년 1월 4일 ~ )는 캐나다의 TV 사회자, 영화배우, 배우이다.
에드먼턴에서 태어났다.

## 방송
- 원헌드레드 2
- 더 100

## 영화
- 다크 하베스트 (2016년)
- 웨딩 플레너 미스테리 (2014년)
- 죽음의 포옹 (2013년) - 사라 캠벨 역
- 12 라운드 2 (2013년) - 앰버 역
- 노 텔 모텔 (2012년) - 레이첼 역
- 몬 아미 (2012년)